# Fédération Française de tennis

Logo federace (1992–2015)

Fédération Française de tennis (česky Francouzská tenisová federace, zkráceně FFT) je řídící tenisová organizace ve Francii, člen Mezinárodní tenisové federace, spadající do gesce ministra sportu francouzské vlády.
V únoru 2021 byl prezidentem federace zvolen bývalý profesionální tenista Gilles Moretton.

## Charakteristika
Její činnost zahrnuje správu národních reprezentačních družstev včetně mužského daviscupového týmu a ženského družstva v Billie Jean King Cupu, zastupování francouzského tenisu v mezinárodních organizacích, propagaci a hájení jeho zájmů, pořádání soutěží včetně druhého grandslamu sezóny French Open. Podílí se také na výchově a akreditaci hráčů a trenérů.
Národní tenisový svaz byl založen v roce 1920 pod původním názvem Fédération Française de Lawn Tennis. Ke změně na současné pojmenování došlo v roce 1976. K roku 2017 měla federace 7 722 klubů a 1 018 721 členů.
Sídlem federace je Stade Roland-Garros v 16. městském obvodu Paříže, kde sídlí také Tenniseum.

## Seznam prezidentů
| Č.  | Osoba              | Období    | Roky   |
| --- | ------------------ | --------- | ------ |
| 1.  | Henri Wallet       | 1920–1925 | 5 let  |
| 2.  | Albert Canet       | 1925–1930 | 5 let  |
| 3.  | Pierre Gillou      | 1930–1940 | 10 let |
| 4.  | René Lacoste       | 1940–1943 | 3 roky |
| 5.  | Raymond Rodel      | 1943–1944 | 2 roky |
| 6.  | Pierre Gillou      | 1944–1953 | 9 let  |
| 7   | Guy de Bazillac    | 1953–1963 | 10 let |
| 8.  | Robert Soisbault   | 1963–1966 | 3 roky |
| 9.  | Roger Cirotteau    | 1966–1968 | 2 roky |
| 10. | Marcel Bernard     | 1968–1973 | 5 let  |
| 11. | Philippe Chatrier  | 1973–1993 | 20 let |
| 12. | Christian Bîmes    | 1993–2009 | 16 let |
| 13. | Jean Gachassin     | 2009–2017 | 8 let  |
| 14. | Bernard Giudicelli | 2017–2021 | 4 roky |
| 15. | Gilles Moretton    | 2021–     |        |